# Rheingauviertel (Berlin)

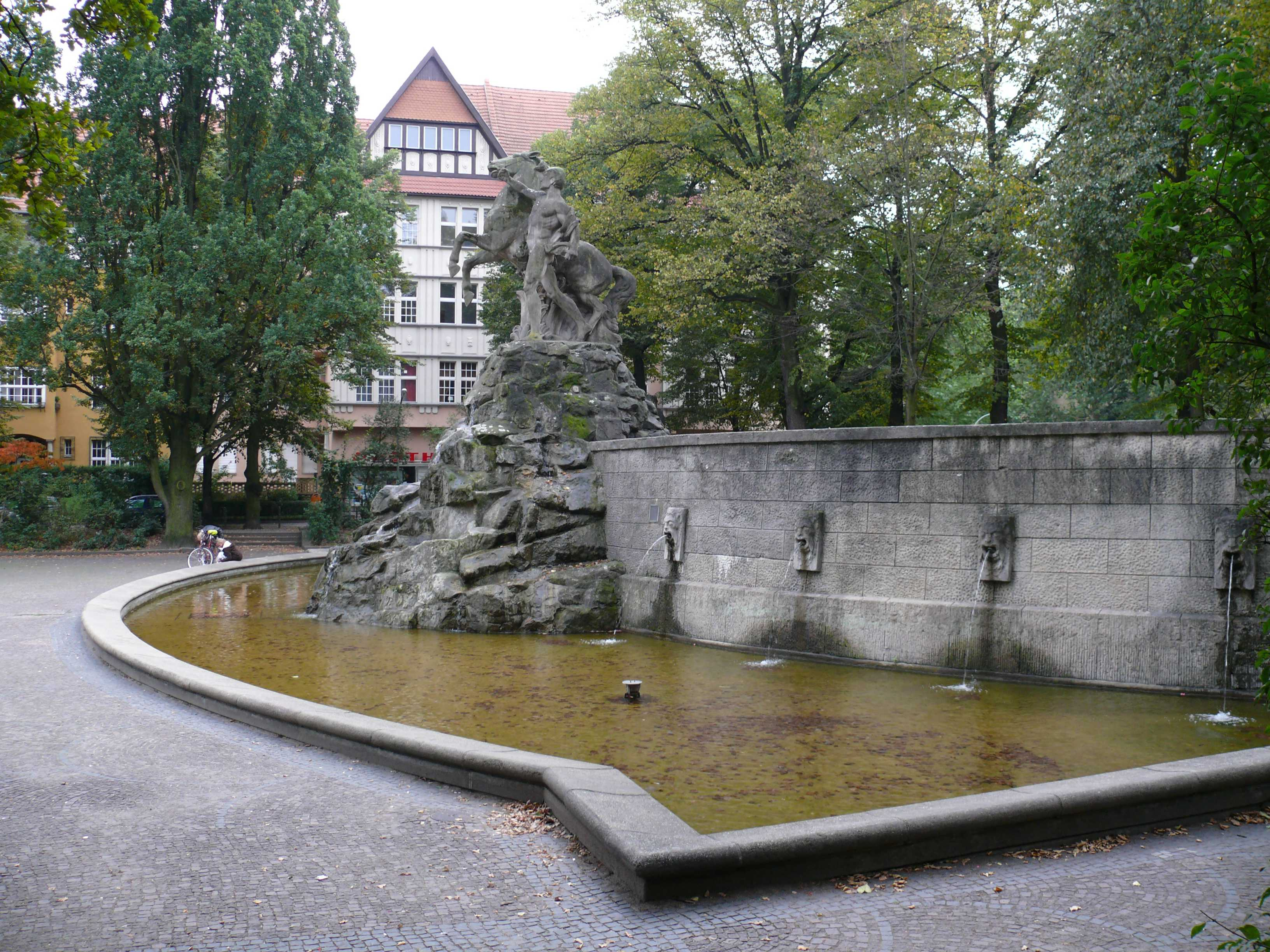
Siegfriedbrunnen auf dem zentralen Rüdesheimer Platz

Das Rheingauviertel ist eine Ortslage im Berliner Ortsteil Wilmersdorf des Bezirks Charlottenburg-Wilmersdorf. Die Straßen und Plätze sind überwiegend nach Städten und Orten im und um den Rheingau benannt.

## Lage
Das Areal wird von folgenden Straßen begrenzt:
- Im Norden vom Heidelberger Platz und der Hanauer Straße,
- östlich von der Laubacher Straße (Grenze zum Ortsteil Friedenau),
- im Süden vom Südwestkorso (teilweise in Fortsetzung der Künstlerkolonie),
- südwestlich vom Breitenbachplatz, der Dillenburger, Sodener und Wiesbadener Straße (Grenze zum Ortsteil Schmargendorf),
- nordwestlich von der Mecklenburgischen Straße (ebenfalls Grenze zum Ortsteil Schmargendorf).

## Beschreibung

Straßenverlauf im Rheingauviertel

Den für die Bewohner relevanten Mittelpunkt der Ortslage stellt der Rüdesheimer Platz dar, der um 1905 von Georg Haberland unter ästhetischen Aspekten im englischen Landhausstil geplant und angelegt wurde. Die Bebauung mit einem einheitlichen und trotzdem individuellen Baustil gilt als vorbildliche Frühform aufgelockerter Bauweise im Grünen. Die Grünanlage des Platzes mit ihren Blumenrabatten liegt etwas tiefer und ist durch den alten Baumbestand ein kleines Erholungsgebiet inmitten der Großstadt. Zur Rüdesheimer Straße hin befindet sich die 1911 von Emil Cauer d. J. entworfene Anlage des Siegfriedbrunnens. Das gesamte Gebiet um den Platz wurde 1988 als „Geschützter Baubereich mit Gartendenkmal“ festgesetzt.
Die Rüdesheimer Straße zählt für die New York Times zu den zwölf schönsten Straßen Europas.
Im nordöstlichen Bereich finden sich Einfamilienhäuser aus der Zeit der ersten Hälfte des 20. Jahrhunderts. Im westlichen Bereich durchzieht die Anfang der 1970er Jahre entstandene Autobahnüberbauung Schlangenbader Straße das Rheingauviertel. Diese Anlage stellt einen starken architektonischen Kontrast zu der umliegenden Bebauung dar.
Die Ortslage wird in voller Länge von der U-Bahn-Linie U3 unterquert (Bahnhöfe Heidelberger Platz, Rüdesheimer Platz und Breitenbachplatz). Hauptverkehrsader für den Individualverkehr ist die Wiesbadener Straße.
Seit 1972 besteht eine Patenschaft des Bezirks Wilmersdorf mit dem Rheingau-Taunus-Kreis, eine Partnerschaft seit 1991. Bereits seit 1967 wird jährlich auf dem Rüdesheimer Platz von Winzern aus dem Landkreis Rheingau-Taunus der Rheingauer Weinbrunnen aufgebaut, bei dem Wein und Sekt aus einer Holzhütte heraus angeboten werden. Hiergegen geht ein Anwohner seit 2014 gerichtlich vor, unterlag aber 2016 im Hauptsacheverfahren.

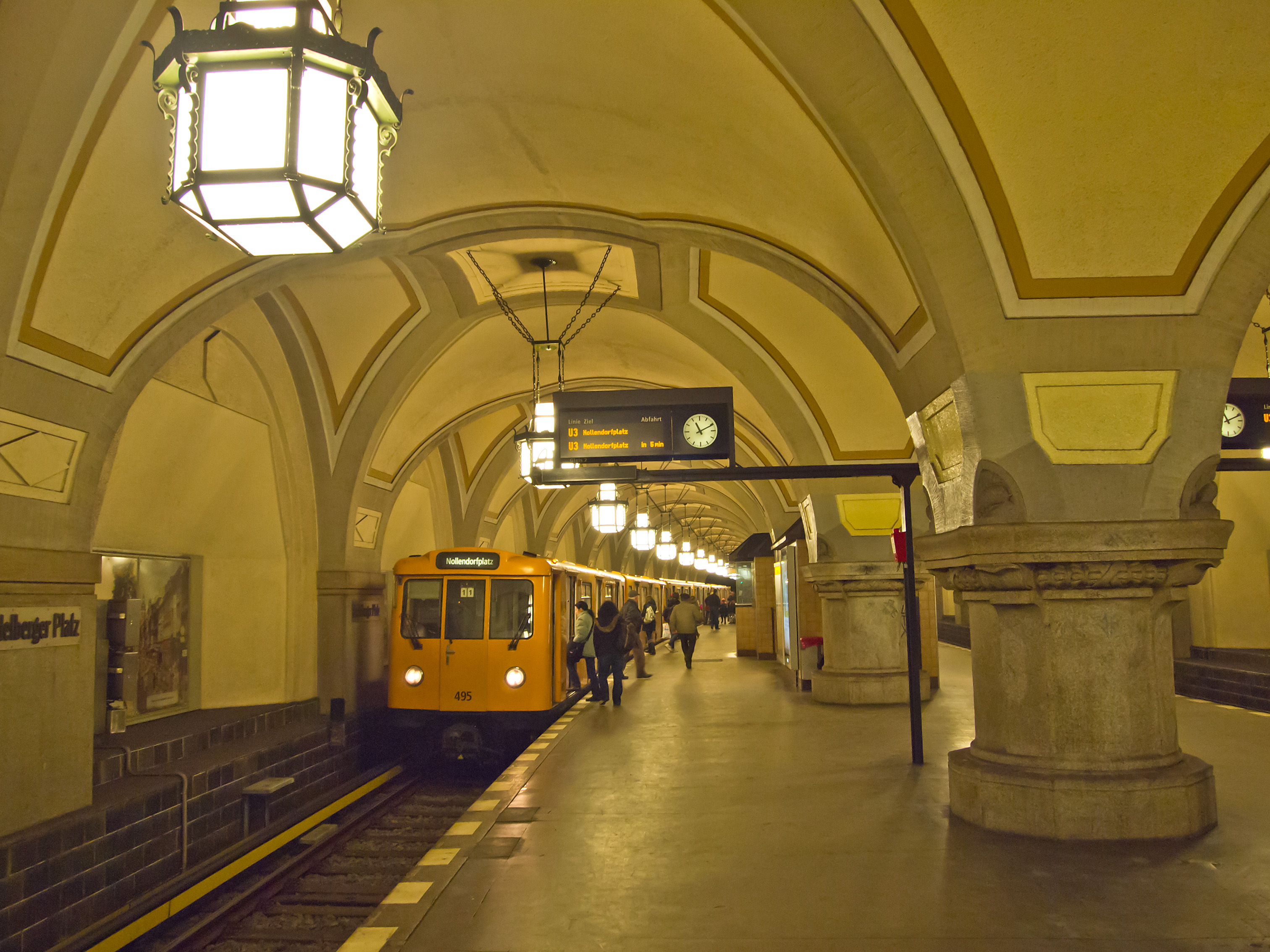
U-Bahnhof Heidelberger Platz
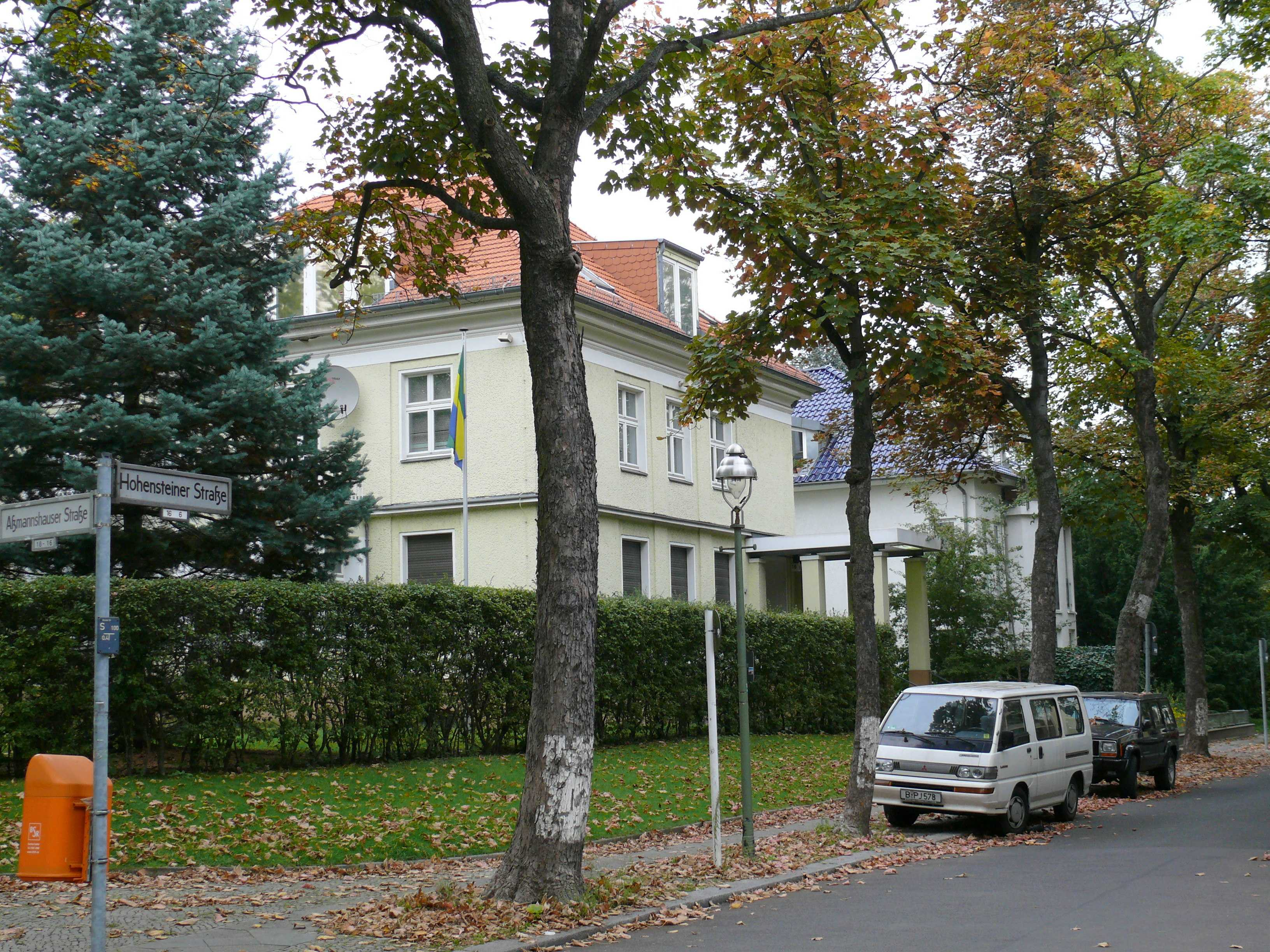
Hohensteiner Straße, Botschaft der Republik Gabun
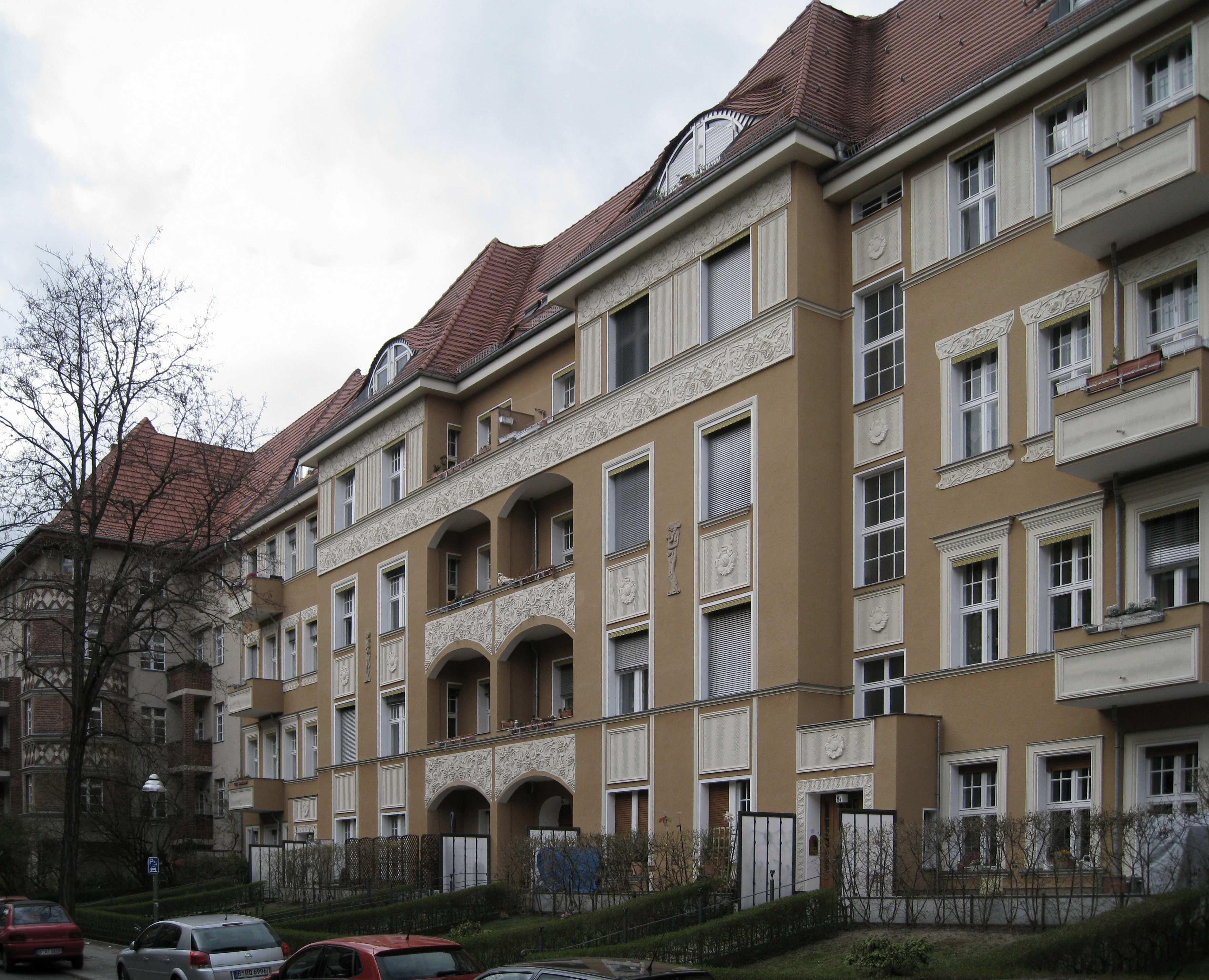
Homburger Straße
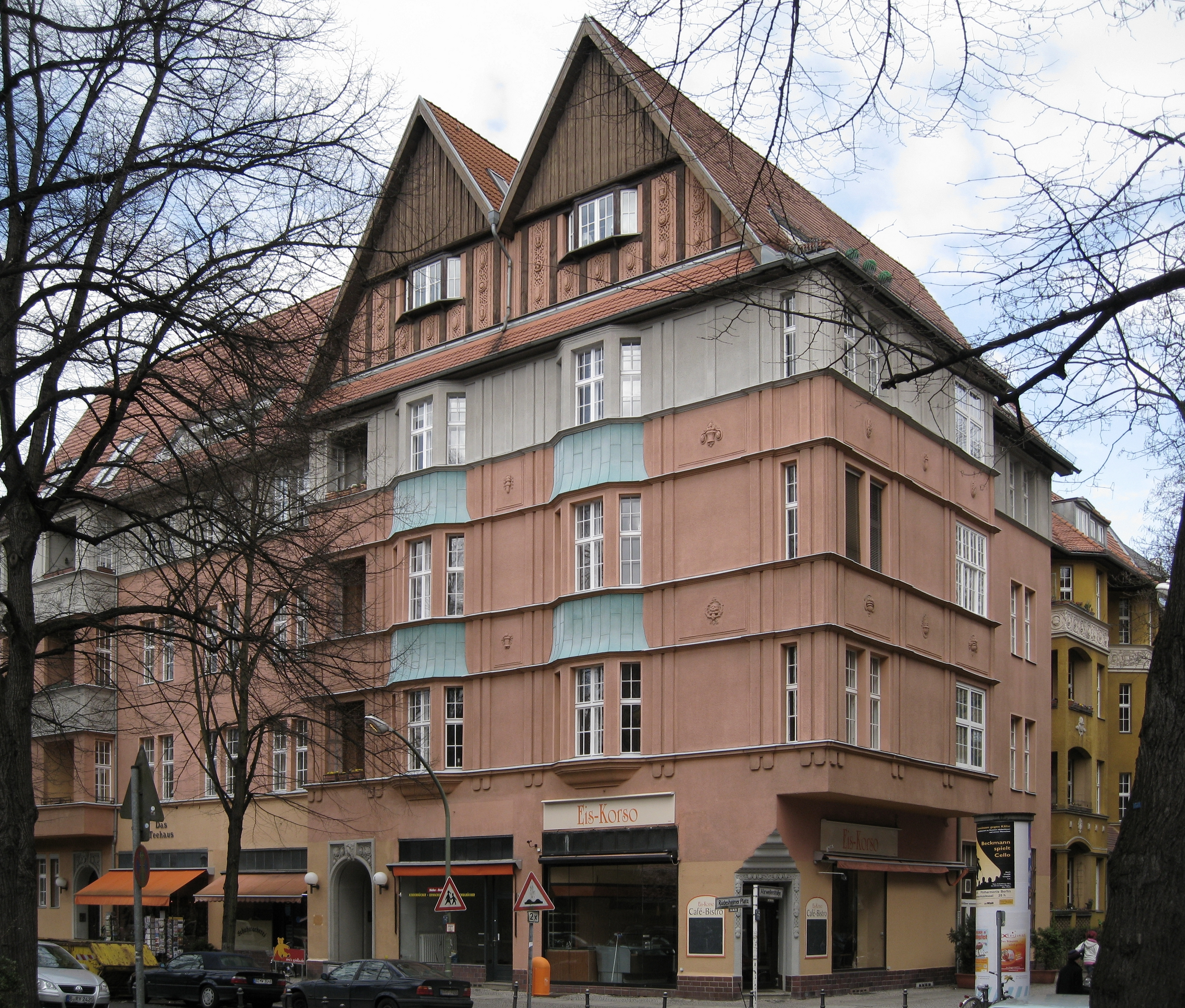
Rüdesheimer Platz / Ecke Ahrweilerstraße
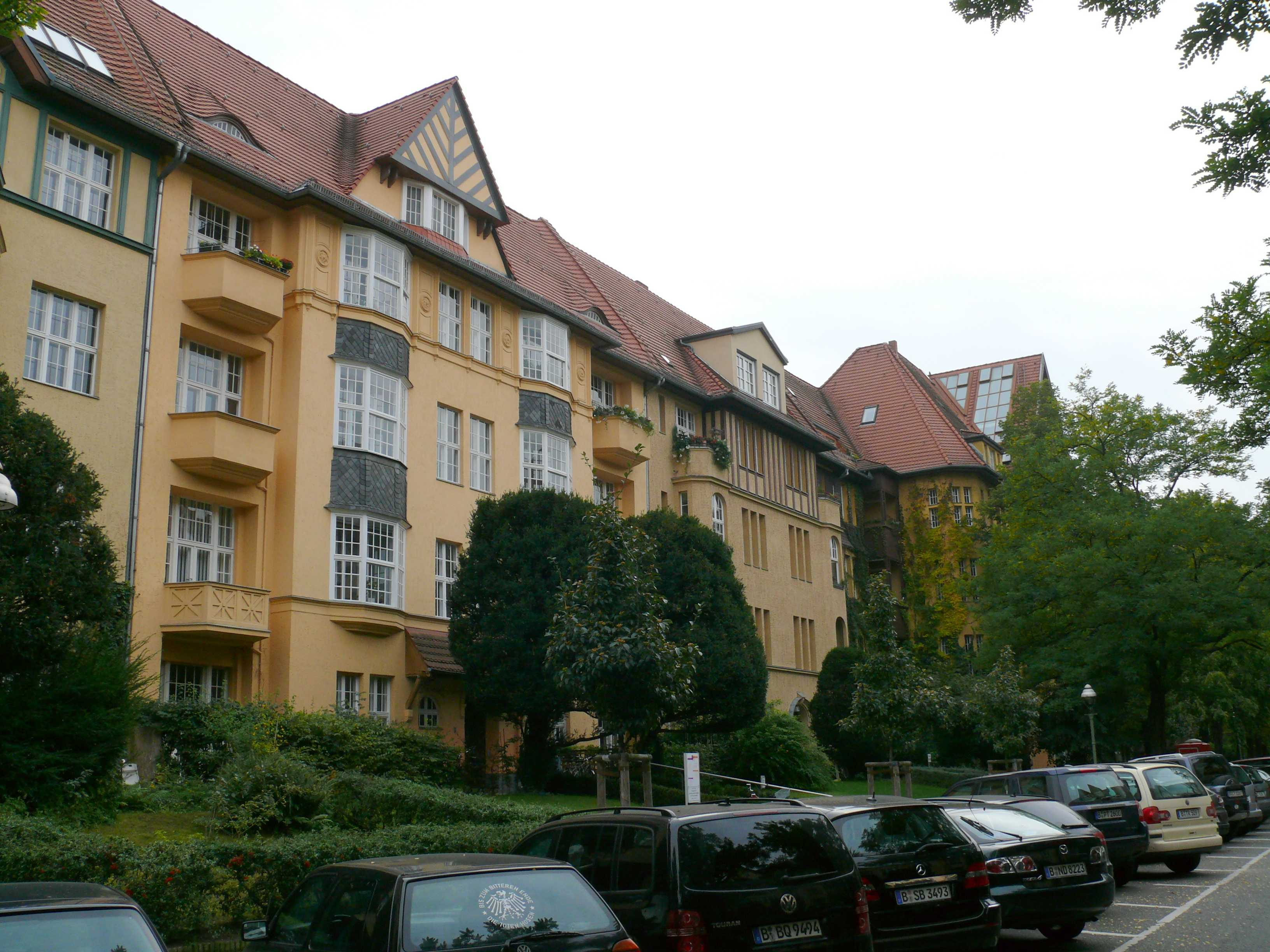
Landauer Straße
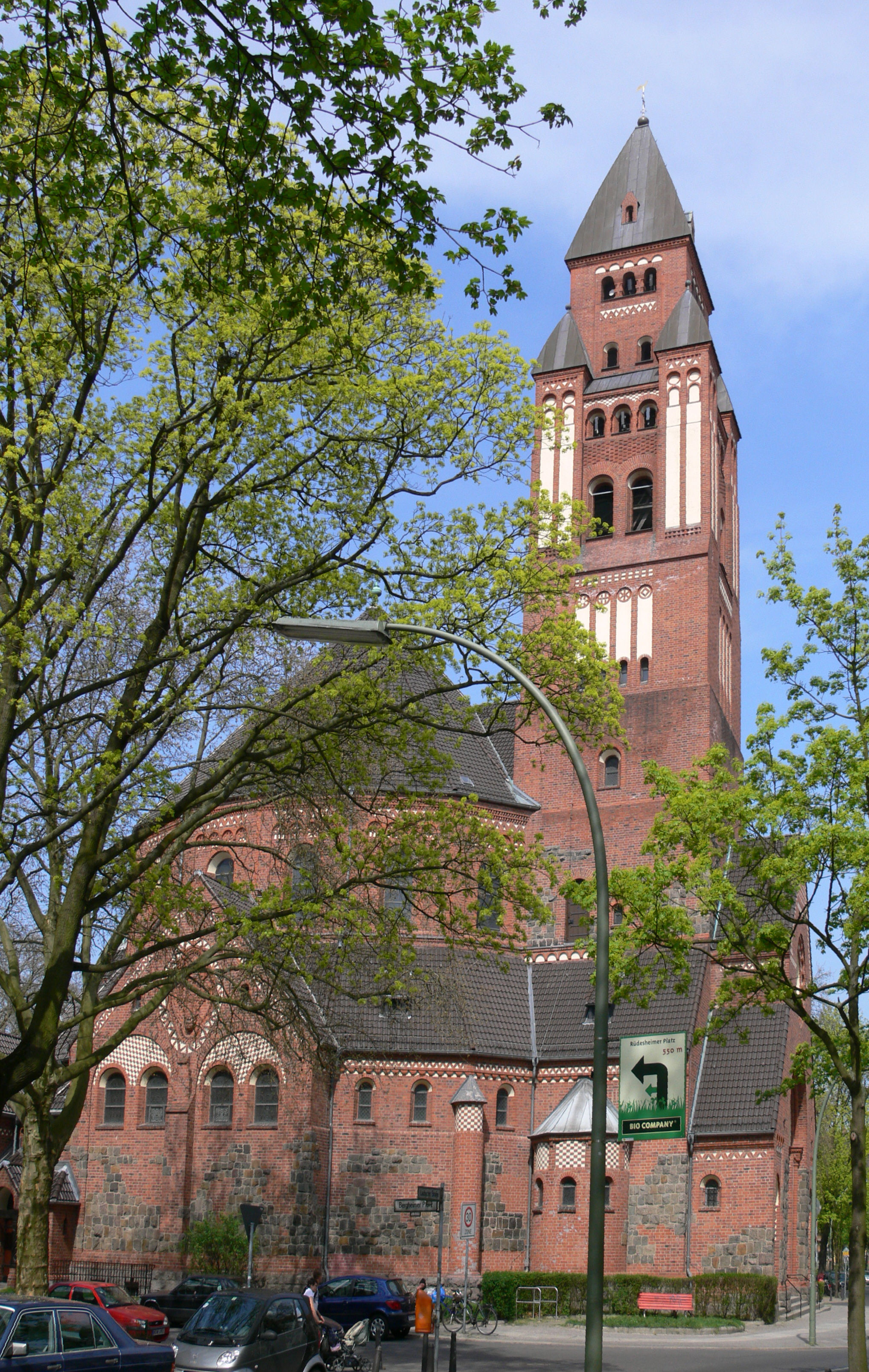
Pfarrkirche St. Marien

### Sakralbauten
- Katholische St. Marienkirche
- Evangelische Lindenkirche

### Bildungseinrichtungen
- IBZ Berlin (Internationales Begegnungszentrum der Wissenschaft)
- Philipp-Pfaff-Institut (Fortbildungseinrichtung der Zahnärztekammer Berlin und Landeszahnärztekammer Brandenburg) im Haus der Zahnklinik Süd der Charité
- Lateinamerika-Institut der Freien Universität Berlin
- Grundschule am Rüdesheimer Platz
- Galileo Gymnasium

### Kulturelle Einrichtungen
- Jaro Kindertheater
- Eberhard-Alexander-Burgh-Bibliothek

### Diplomatische Vertretungen
- Botschaft der Republik Gabun in der Hohensteiner Straße 16

## Prominente Anwohner
- Ludwig Meidner (1884–1966), Maler des Expressionismus, lebte und arbeitete 1913/1914 in der Offenbacher Straße 8. Im Treppenhaus sind ornamentale Malereien des Künstlers erhalten geblieben, ebenso wie ein Wandgemälde im Dachatelier[4]
- Elisabeth Pungs (1896–1945), Widerstandskämpferin gegen den Nationalsozialismus, wohnte in der Wiesbadener Straße 45
- Margo Lion (1899–1989), französische Schauspielerin und Diseuse, wohnte 1931–1933 am Rüdesheimer Platz 10, bis sie Deutschland nach der „Machtergreifung“ der Nationalsozialisten verließ
- Klaus Schütz (1926–2012), 1967–1977 Regierender Bürgermeister von West-Berlin, wohnte 1964–1974 in einer Villa in der Johannisberger Straße 34
- Günter Pfitzmann (1924–2003), Schauspieler, wohnte 1955–1958 in der Landauer Straße 8
- Peter Zadek (1926–2009), Regisseur und Theaterintendant, wohnte 1926–1933 als Kind bis zur Emigration seiner jüdischen Familie in der Offenbacher Straße 24
- Maria Sebaldt (1930–2023), Schauspielerin, wohnte 1955–1963 in der Ahrweilerstraße 34
- Evelyn Gressmann (1938–2018), Schauspielerin, wohnte 1980–2018 in der Ahrweilerstraße 4